# Bubú de Bocage
El bubú de Bocage (Chlorophoneus bocagei) és un ocell de la família dels malaconòtids (Malaconotidae).

## Hàbitat i distribució
Habita els boscos del sud del Camerun, Guinea Equatorial, el Gabon, República Centreafricana, nord i nord-est de la República Democràtica del Congo, Uganda i oest de Kenya, cap al sud al nord d'Angola i sud-oest, sud i est de la República Democràtica del Congo.